# String (zonne-energie)
Een string is een serie aan elkaar gekoppelde zonnepanelen. 
Het aantal panelen dat tot een string aan elkaar kan worden gesloten hangt samen met het vermogen van de omvormer. 

## Kenmerken
Het aan elkaar koppelen van zonnepanelen heeft enkele voordelen:
- er zijn minder omvormers nodig
- de uitgangsspanning wordt hoger, waardoor het rendement toeneemt
- er zijn minder kabels nodig

Nadeel van het toepassen van strings is:
- schaduw op een paneel brengt de opbrengst van alle panelen naar beneden
- het is lastiger te bepalen welk paneel defect is

Er zijn omvormers, waarop meerdere strings kunnen worden aangesloten. Dat heeft het voordeel, dat er aparte strings kunnen worden gevormd van zonnepanelen, die op het oosten, zuiden en westen liggen en elkaar dan dus niet beïnvloeden qua opbrengst.